# Synagoga Magain Szalome w Karaczi
Synagoga Magain Szalome w Karaczi (hebr. בית הכנסת מגן שלום) – nieistniejąca synagoga znajdująca się w Karaczi w Pakistanie, przy ulicy Cornera Jamili.
Synagoga została zbudowana w 1893 roku, z inicjatywy i funduszy Szaloma Solomona Umerdekara i jego syna Gerszona Solomona. Synagoga wkrótce stała się centrum małej, ale bardzo dobrze prosperującej gminy żydowskiej, na czele której stał Abraham Reuben.
W latach 80. XX wieku przez środek miejsca, gdzie stała synagoga przeprowadzono drogę prowadzącą do lokalnego centrum handlowego.